# Christian Berkel
Christian Berkel (Berlín, 28 de octubre de 1957) es un actor alemán. Su padre era un doctor militar.
A los catorce años se mudó a París, donde estudió teatro con Jean-Louis Barrault y Pierre Berlín. Participó en la Academia de televisión en Berlín, y actuó en Augsburgo, Düsseldorf, Múnich, y en el Teatro Schiller, además de en Viena.
Ha aparecido en muchas producciones alemanas de televisión y en la película Der Untergang (El Hundimiento) como el doctor Ernst-Günther Schenck, y con papeles significativos en la película holandesa La lista negra,  dirigida por Paul Verhoeven y en películas estadounidenses como Plan de vuelo y Valkyrie (en el cual retrata al coronel Albrecht Mertz von Quirnheim).
Vive en Berlín con la actriz Andrea Sawatzki, con quien tiene dos hijos.

## Filmografía
- 1977: Der Mädchenkrieg
- 1978: Tatort - Rot, rot, tot
- 1981: Frau Jenny Treibel
- 1989: Der Bastard
- 1993: Ein unvergeßliches Wochenende... in Salzburg
- 1995: Das Schicksal der Lilian H.
- 1996: Lautlose Schritte
- 1997: Umarmung mit dem Tod
- 1998: Tod auf Amrum
- 1999: Sweet Little Sixteen
- 2000: Blondine sucht Millionär fürs Leben
- 2001: Das Experiment
- 2002: Die Affäre Semmeling
- 2003: Erste Liebe
- 2004: Der Untergang (El hundimiento)
- 2004: Männer wie wir
- 2004: Der Vater meiner Schwester
- 2005: Tatort - Leerstand
- 2005: Plan de vuelo
- 2006: Die Sturmflut
- 2006: Eine Frage des Gewissens
- 2006: Black Book (El libro negro)
- 2006: Der Kriminalist
- 2007: Flame & Citron
- 2008: Miracle at St. Anna
- 2008: Haber
- 2008: Valkyrie
- 2009: Inglourious Basterds
- 2009: Leningrado
- 2015: The Man from U.N.C.L.E.
- 2015: Trumbo
- 2016: Elle